# جون ويتون
جون ويتون (بالإنجليزية: John Kenneth Wetton)‏ (مواليد 12 يونيو 1949 في ديربيشاير - 31 يناير 2017 في بورنموث)، كان مغني وكاتب غنائي وموسيقي ومنتج إنجليزي بدأ مسيرته الفنية عام 1965. اشتهر كعضو بفرقة إيجا صاحبة أغنية «هيت اوف ذي مومنت» الذي قام بتأليفها.

## وصلات خارجية
- جون ويتون على موقع IMDb (الإنجليزية)
- جون ويتون على موقع ميوزك برينز (الإنجليزية)
- جون ويتون على موقع قاعدة بيانات برودواي على الإنترنت (الإنجليزية)
- جون ويتون على موقع إن إن دي بي (الإنجليزية)
- جون ويتون على موقع أول ميوزيك (الإنجليزية)
- جون ويتون على موقع ديسكوغز (الإنجليزية)
- جون ويتون على موقع قاعدة بيانات الفيلم (الإنجليزية)

- الموقع الرسمي